# Zellerit
Zellerit ist ein sehr selten vorkommendes Mineral aus der Mineralklasse der „Carbonate und Nitrate“ (ehemals „Carbonate, Nitrate und Borate“). Es kristallisiert im orthorhombischen Kristallsystem mit der chemischen Zusammensetzung Ca[UO2(CO3)2(H2O)2]·3H2O und ist damit ein wasserhaltiges Calcium-Uranyl-Carbonat.
Zellerit entwickelt haarfeine Fasern von bis zu zwei Millimetern Länge und matten Oberflächen, die meist zu kugelförmigen Mineral-Aggregate verbunden sind oder in Form krustiger Überzüge auftreten. Die Kristallfasern sind durchsichtig und von hellgelber bis zitronengelber Farbe.
Unter kurz- und langwelligem UV-Licht zeigt Zellerit stellenweise eine grüne Fluoreszenz.

## Etymologie und Geschichte
Erstmals entdeckt wurde Zellerit im Juli 1955 von dem Geologen Howard D. Zeller (* 1922) in der Lucky MC Mine (Lucky Mac) im Gas Hills District des Fremont County (Wyoming) in den USA und beschrieben 1966 durch R. G. Coleman, D. R. Ross und R. Meyrowitz, die das Mineral nach seinem Entdecker benannten.
Typmaterial des Minerals wird im National Museum of Natural History in Washington, D.C. unter der Katalognummer 112827 aufbewahrt.

## Klassifikation
In der veralteten 8. Auflage der Mineralsystematik nach Strunz gehörte der Zellerit zur Mineralklasse der „Carbonate“ und dort zur Abteilung „Wasserhaltige Carbonate mit fremden Anionen“, wo er gemeinsam mit Andersonit, Bayleyit, Liebigit, Metazellerit, Rabbittit, Rutherfordin, Schröckingerit, Sharpit, Studtit, Swartzit, Voglit und Wyartit in der „Gruppe der Uranyl-Carbonate“ mit der Systemnummer Vb/D.04 steht.
In der zuletzt 2018 überarbeiteten Lapis-Systematik nach Stefan Weiß, die formal auf der alten Systematik von Karl Hugo Strunz in der 8. Auflage basiert, erhielt das Mineral die System- und Mineralnummer V/F.02-060. Dies entspricht der Klasse der „Nitrate, Carbonate und Borate“ und dort der Abteilung „Uranylcarbonate [UO2]2+–[CO3]2−“, wo Zellerit zusammen mit Agricolait, Andersonit, Bayleyit, Čejkait, Fontanit, Grimselit, Leószilárdit, Liebigit, Metazellerit und Swartzit eine unbenannte Gruppe mit der Systemnummer V/F.02 bildet.
Die von der International Mineralogical Association (IMA) zuletzt 2009 aktualisierte 9. Auflage der Strunz’schen Mineralsystematik ordnet den Zellerit in die Klasse der „Carbonate und Nitrate“ und dort in die Abteilung „Uranylcarbonate“ ein. Hier ist das Mineral in der Unterabteilung „UO2 : CO3 = 1 : 3“ zu finden, wo es zusammen mit Metazellerit eine unbenannte Gruppe mit der Systemnummer 5.EC.10 bildet.
In der vorwiegend im englischen Sprachraum gebräuchlichen Systematik der Minerale nach Dana hat Zellerit die System- und Mineralnummer 15.03.01.01. Das entspricht der Klasse der „Carbonate, Nitrate und Borate“ und dort der Abteilung „Wasserhaltige Carbonate“. Hier findet er sich innerhalb der Unterabteilung „Wasserhaltige Carbonate mit A+mB2+n(XO3)p • x(H2O), (m+n):p = 1:1 und mit U, Th, Zr, Y“ in einer unbenannten Gruppe mit der Systemnummer 15.03.01, in der auch Metazellerit eingeordnet ist.

## Kristallstruktur
Zellerit kristallisiert orthorhombisch in der Raumgruppe Pmmm (Raumgruppen-Nr. 47) oder Pmn21 (Nr. 31) mit den Gitterparametern a = 11,220(15) Å; b = 19,252(16) Å; c = 4,933(16) Å sowie 4 Formeleinheiten pro Elementarzelle.

## Eigenschaften
Das Mineral ist durch seinen Urangehalt von bis zu 45,76 % sehr stark radioaktiv. Unter Berücksichtigung der Mengenanteile der radioaktiven Elemente in der idealisierten Summenformel sowie der Folgezerfälle der natürlichen Zerfallsreihen wird für das Mineral eine spezifische Aktivität von etwa 81,9 kBq/g angegeben (zum Vergleich: natürliches Kalium 0,0312 kBq/g). Der zitierte Wert kann je nach Mineralgehalt und Zusammensetzung der Stufen deutlich abweichen, auch sind selektive An- oder Abreicherungen der radioaktiven Zerfallsprodukte möglich und ändern die Aktivität.

## Bildung und Fundorte
Zellerit bildet sich als Sekundärmineral durch Verwitterung von Uraninit und Coffinit bei pH-Werten von größer als 7 in Anwesenheit von oxydierendem Pyrit. Als Begleitminerale treten neben Uraninit weitere Uranminerale wie unter anderem Autunit, Schröckingerit, Uranophan und Schoepit, aber auch verschiedene Eisensulfide und -oxide wie z. B. Limonit, das Calciumsulfat Gips und das wasserhaltige Siliciumoxid Opal auf.
Als sehr selten auftretende Mineralbildung konnte Zellerit bisher nur in wenigen Proben an etwas mehr als 10 Fundorten nachgewiesen werden (Stand 2014).
Außer an seiner Typlokalität Lucky MC Mine trat das Mineral in den Vereinigten Staaten noch im Pumpkin Buttes District (Campbell County) in Wyoming, der White Canyon No. 1 Mine (Cameo Mine) im White Canyon District im San Juan County in Utah sowie in der Alta Mine in der Umgebung vom Smith Lake und am Ambrosia Lake im Grants District des McKinley Countys in New Mexico zutage.
Weitere bisher bekannte Fundorte sind die Elias Mine bei Jáchymov (deutsch Sankt Joachimsthal) und Předbořice (Zentralböhmen) und die Bukov Mine in der Uranlagerstätte Rožná (Kraj Vysočina, Mähren) in Tschechien, Mas d'Alary nahe Lodève in der französischen Region Languedoc-Roussillon, die Uran-Baryt-Lagerstätte „Belorechensk“ am Fluss Balaja nahe der Ortschaft Kamennomostski (nicht wie oft angenommen Beloretschensk) in Russland sowie Banská Štiavnica (deutsch Schemnitz oder Schebnitz) in der Slowakei.
Außerdem gibt es Fundorte in der Hatrurim-Formation der israelischen Wüste Negev.

## Vorsichtsmaßnahmen
Aufgrund der starken Radioaktivität sollten Mineralproben von Zellerit nur in staub- und strahlungsdichten Behältern, vor allem aber niemals in Wohn-, Schlaf- und Arbeitsräumen aufbewahrt werden. Ebenso sollte eine Aufnahme in den Körper (Inkorporation, Ingestion) auf jeden Fall verhindert und zur Sicherheit direkter Körperkontakt vermieden sowie beim Umgang mit dem Mineral Atemschutzmaske und Handschuhe getragen werden.